# Transvestisme
Transvestisme betegner det fænomen, at personer ifører sig det andet køns klæder, hvorved de for en tid kan føle sig som tilhørende det andet køn. Begrebet adskilles fra transkønnethed, hvor personen direkte identificerer sig med et andet køn, end det de blev registreret med ved fødslen. Både transvestitter og transkønnede omtales som transpersoner.

## Etymologi
Ordet transvestitismus optræder første gang på tysk i 1910 hos sexologen Magnus Hirschfeld. Det er siden blevet oversat og har udviklet forskelligartede men overordnet ens betydninger i forskellige sprog. I udgaven fra 1972 af Nudansk Ordbog optræder definitionen på begrebet: 'person med sygelig trang til at gå i det andet køns klædedragt'. Et ældre eksempel på ordet "transvestit" i skriftlig sprogbrug er fra Politiken, 6. maj 1958, i citatet "den homoseksuelle transvestit". Det har siden ændret betydning, efterhånden som man er holdt op med at anse transvestisme som sygelig.

## Beskrivelse
Det er for det meste mænd, der kaldes transvestitter, da kvinders påklædning ikke er underkastet så strenge restriktioner.[kilde mangler] Det vides ikke, hvad årsagen til transvestisme er. Kun en lille andel af transvestitter er homoseksuelle. Dette vil i de fleste tilfælde ikke være betinget af deres transvestisme men forenes fint med den. Der er således ikke flere homoseksuelle (5-10%) blandt transvestitter end i andre befolkningsgrupper, eller flere transvestitter (2-6%) blandt homoseksuelle end hos andre sociale grupper. De usikre procenter skyldes forskellige målemetoder og definitioner hos forskellige forskere.[kilde mangler]
Transvestisme blev i 1994 fjernet fra listen over sygdomme sammen med bl.a. de seksuelle orienteringer homoseksualitet, sadisme og masochisme. [kilde mangler] Transvestisme må ikke forveksles med transseksualitet.